# Liberale Partij (België)
De Liberale Partij was de oudste politieke partij van België en werd in 1846 opgericht als reactie op de katholieke hegemonie in de Belgische politiek. De drijvende krachten achter deze partijvorming waren de Belgische vrijmetselaarsloges.

## Geschiedenis

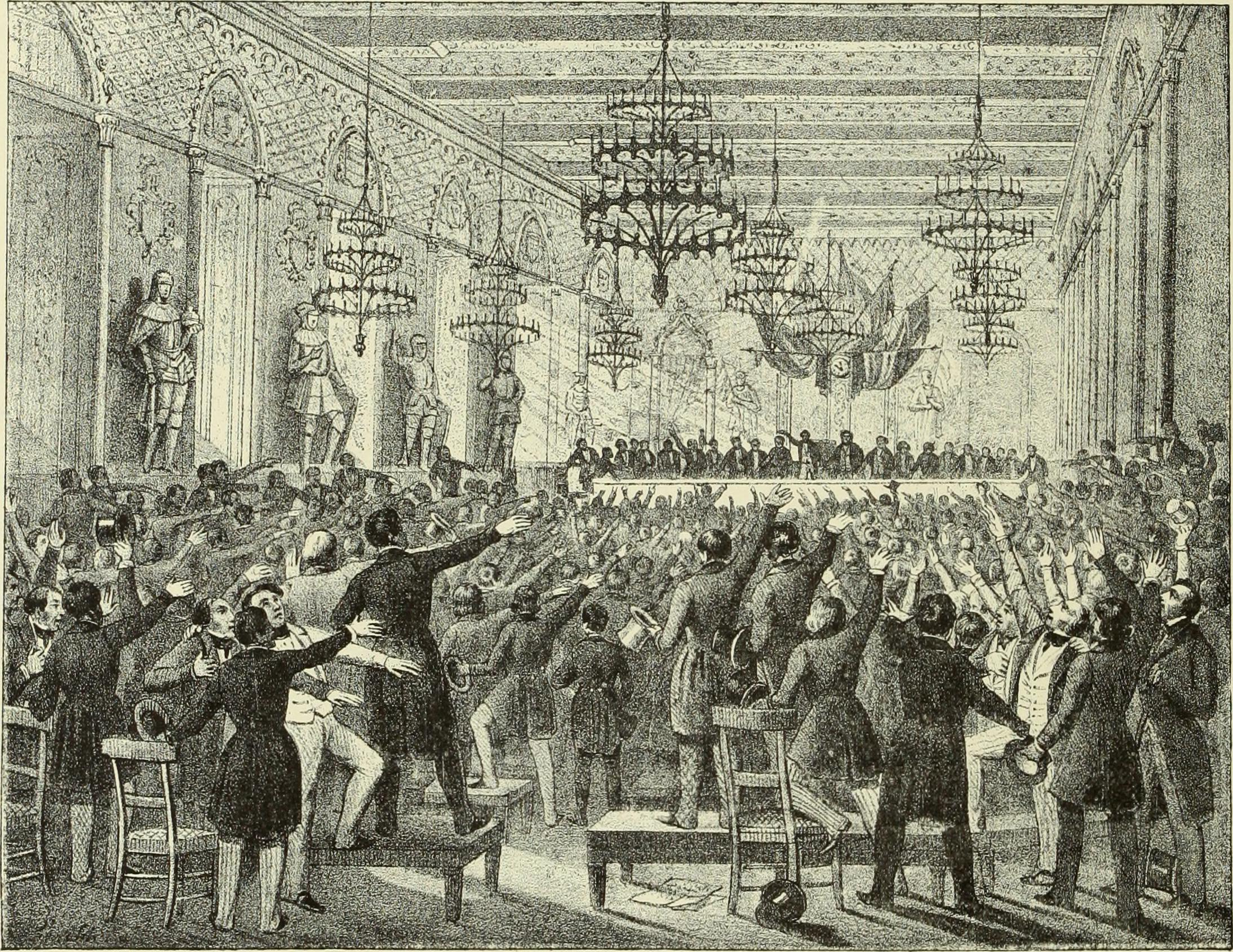
Stichtende vergadering op 14 juni 1846 in de gotische zaal van het Brusselse stadhuis

### Ontstaan
Het liberalisme in België vormde oorspronkelijk een monsterverbond met de katholieke partij, het zogenaamde unionisme, dat gericht was tegen Nederland. Toen koning Willem I in 1839 het Verdrag der XXIV Artikelen aanvaardde en daarmee de onafhankelijkheid van België, viel die last van de Belgen af. Willem luidde hiermee het einde in van het unionisme. In 1846 hielden de liberale krachten in België een congres waarop een liberale partij gesticht werd. Hiermee eindigde het monsterverbond tussen katholieken en liberalen dat sinds het ontstaan van België bestaan had.
De liberale partijvorming nam een aanvang op 14 juni 1846 in Brussel. Bijna 400 liberaalgezinde mensen uit het hele land keurden enkele resoluties en een basisprogramma goed, waaronder electorale hervorming, onafhankelijkheid van de civiele overheid, de creatie van publieke scholen toegankelijk voor eenieder en de verbetering van de levensomstandigheden van de arbeiders.

### Liberale hegemonie
In 1848 keurde het Belgische parlement als gevolg van de 'Printemps des Peuples' een hervorming van het kiesstelsel goed waardoor de rijkere (hoofdzakelijk liberale) bourgeoisie beter vertegenwoordigd kon worden in het parlement. Tussen 1848 en 1892 kende de Liberale partij haar hoogtijdagen en drukte ze haar stempel op de Belgische samenleving. Deze periode wordt historisch aangeduid als de Liberale Hegemonie.
In de periode 1846-1914 waren liberaal minister: Charles Rogier, Constant d'Hoffschmidt, François de Haussy, Laurent Veydt,  Walthère Frère-Orban, Félix Chazal, Henri Rolin, Victor Tesch,  Emile Van Hoorebeke, Charles Liedts, Henri de Brouckère,  Ferdinand Piercot, Victor Anoul, Edouard Mercier, Auguste Dumon, Gustave Rolin-Jaequemyns, Edouard Rolin Jaequemyns, Jules Bara, Charles Graux, Charles Sainctelette, Pierre Van Humbeeck en Xavier Olin.

### Naar een nieuw monsterverbond
Na de sociale onlusten van de jaren 1880/1890 en na de pauselijke encycliek Rerum Novarum uit 1891 werd het Belgische kiesstelsel weerom aangepast. Het algemeen meervoudig stemrecht deed zijn intrede en de Liberale partij wordt hierdoor gedegradeerd tot een kleine oppositiepartij. Ze kon niet rekenen op de stemmen van christelijke arbeiders en zakte weg. Ook de katholieken kregen klappen, zij het in mindere mate.
Na 1900 spitste de Liberale partij zich toe op de uitbouw van interne en externe organisaties. Deze werkwijze heeft de Belgische verzuiling mee tot stand gebracht.
In 1912 vormden de liberalen en de socialisten het eerste kartel in de politieke geschiedenis van België. Het verzet tegen het wetsontwerp van Frans Schollaert over het onderwijs was het bindmiddel van dit kartel, dat echter niet de verwachtingen inloste: de katholieke partij bleef aan de macht en ging zelfs vooruit.

### Tussen de twee wereldoorlogen
Na de Eerste Wereldoorlog vond de zogenaamde Coup van Loppem plaats, die in samenspraak met koning Albert I de conservatieve krachten buitenspel zette en het algemeen enkelvoudig stemrecht invoerde. De liberale partij zakte terug van 24,5% naar 17,6%. In 1936 viel ze terug op 12,4%, maar ook de katholieke partij stortte in elkaar, zij het niet zo drastisch. De rol van het liberalisme in België leek uitgespeeld.
De partij maakt niettemin deel uit van divers regeringen en leverde zelfs een eerste minister: Paul-Emile Janson in 1937-1938. Liberale ministers in deze periode waren Paul Hymans, Fulgence Masson, Louis Franck, Xavier Neujean, Albert Devèze, Eugène Hubert, Emile Francqui, Maurice Vauthier, Paul-Emile Janson, Maurice August Lippens, Pierre Forthomme, Robert Petitjean, François Bovesse, Fernand Cocq, Henri Denis, Marcel Jaspar, Max-Léo Gérard, Julius Hoste, Octave Dierckx, Emile Jennissen en Arthur Vanderpoorten.

### Na de Tweede Wereldoorlog
Ook na de Tweede Wereldoorlog kon de liberale partij niet overtuigen: in 1946 was ze op een nieuw dieptepunt beland van slechts 8,9%. Zelfs de communisten deden beter met 12,7%.
Het tij leek te keren in 1949 toen de liberale partij 15,2% haalde. Ze bleef echter de derde partij en kreeg in 1950 een nieuwe opdoffer met 11,3%. België werd meer en meer een CVP-staat. De liberalen bleven schommelen rond de 11-12%.
Ook in deze periode maakte de partij deel uit van verschillende regeringen en leverde de volgende ministers: Victor de Laveleye, Fernand Demets, Paul Kronacker, Adolphe Van Glabbeke, Auguste Buisseret, Léon Mundeleer, René Lefebvre, Robert Godding, Albert Devèze, Albert Lilar, Henri Liebaert, Octave Dierckx, Jean Rey, Oscar Bossaert, Omer Vanaudenhove, Roger Motz, Charles Moureaux, Jacques Van Offelen, Jacques Van der Schueren,  Laurent Merchiers en Raoul Vreven.

## Splitsing
In 1961 wordt de partij opgedeeld en omgedoopt tot de PVV (Partij voor Vrijheid en Vooruitgang) in Vlaanderen en PLP (Parti pour la Liberté et du Progrès) in Wallonië. In 1972 werd de partij definitief opgesplitst in een Vlaamse (PVV) en Waalse vleugel (Parti de la Liberté et du Progrès en Wallonie, PLPW).
Onder druk van de liberale cultuurverenigingen, het Willemsfonds en het Liberaal Vlaams Verbond, kiest de PVV ook meer de kant van de Vlaamse Zaak.
Later wordt de PVV nog omgedoopt tot VLD (Vlaamse Liberalen en Democraten), terwijl de PLPW vooreerst de naam PRL aanneemt alvorens definitief op te gaan in de MR (Mouvement Réformateur), een politieke partij die onder andere een tijdlang ook het FDF (Front Démocratique des Francophones) omvatte.

## Voorzitters
| Naam                                                    | Periode                             | Opmerkingen                                                                                              |
| ------------------------------------------------------- | ----------------------------------- | --- |
| François Prosper Hanrez en Charles Van Marcke de Lummen | 16 juli 1913 - 26 februari 1914     | |
| François Prosper Hanrez en Albert Mechelynck            | 26 februari 1914 - 22 augustus 1920 | Hanrez overleed in functie.                                                                              |
| Albert Mechelynck                                       | 22 augustus 1920 - 3 juni 1921      | |
| Edouard Pécher                                          | 3 juni 1921 - 27 december 1926      | Overleden in functie.                                                                                    |
| Albert Devèze                                           | 18 januari 1927 - 12 maart 1933     | Verkozen op 18 januari 1927, herkozen op 29 april 1928, 17 maart 1929, 29 maart 1930 en 15 maart 1931.   |
| Octave Dierckx                                          | 12 maart 1933 - 7 oktober 1934      | Verkozen op 12 maart 1933.                                                                               |
| Léon Dens                                               | 7 oktober 1934 - 18 oktober 1936    | Waarnemend voorzitter tot 8 april 1935, officieel verkozen op 8 april 1935. Herkozen op 5 april 1936.    |
| Victor de Laveleye                                      | 18 oktober 1936 - 30 mei 1937       | Verkozen op 18 oktober 1936.                                                                             |
| Emile Coulonvaux                                        | 30 mei 1937 - november 1940         | Verkozen op 30 mei 1937, herkozen op 29 mei 1938 en 25 juni 1939.                                        |
| Jane Brigode en Fernand Demets                          | november 1940 - 26 november 1944    | Waarnemende voorzitters.                                                                                 |
| Roger Motz                                              | 26 november 1944 - 25 januari 1953  | Voorlopig voorzitter tot 23 juni 1945. Officieel verkozen op 23 juni 1945, herkozen op 16 december 1950. |
| Henri Liebaert                                          | 25 januari 1953 - 18 augustus 1954  | Verkozen op 25 januari 1953.                                                                             |
| Maurice Destenay                                        | 18 augustus 1954 - 7 december 1958  | Waarnemend voorzitter tot 24 oktober 1954. Officieel verkozen op 24 oktober 1954.                        |
| Roger Motz                                              | 7 december 1958 - 6 mei 1961        | Verkozen op 7 december 1958.                                                                             |
| Omer Vanaudenhove                                       | 6 mei 1961 - 7 oktober 1961         | Verkozen op 6 mei 1961.                                                                                  |